# Qonaev Atyndaghy Kanal
Qonaev Atyndaghy Kanal är en kanal i Kazakstan.   Den ligger i oblystet Almaty, i den sydöstra delen av landet, 1 000 km sydost om huvudstaden Astana.